# Bruce (russisches Adelsgeschlecht)

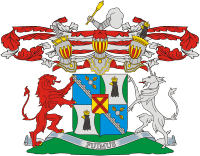
Wappen der Grafen Bruce

Bruce ist der Name eines russischen, aus dem schottischen Clan Bruce hervorgegangenen, heute erloschenen Adelsgeschlechts. 

## Geschichte
Wohl im Zusammenhang mit dem englischen Bürgerkrieg und den Aktivitäten Cromwells siedelten Angehörige aus dem Clan Bruce, genauer der Familie Bruce of Airth, ein Zweig der Familie Bruce of Clackmannan, nach Russland über und traten dort als Offiziere in die Armee ein. Bereits William Bruce († 1680) diente über 30 Jahre dem Zaren und starb als russischer Generalmajor. Er hatte eine Tochter und die beiden Söhne Robert Bruce (1668–1720) und Jacob Daniel Bruce (1669–1735), welche ebenfalls bis in den Generalsrang in der Armee aufstiegen. Der ältere der beiden wurden in den russischen Grafenstand gehoben, da er aber ohne Kinder zu hinterlassen verstarb, wurde der Grafentitel 1721 auf seinen Neffen Alexander Bruce (1708–1752), ebenfalls Generalmajor, übertragen. Dieser erbte auch das Gut Glinki bei Moskau von seinem Onkel. Graf Jacob Bruce (1732–1791), Sohn des Vorgenannten, war General en chef, Oberbefehlshaber von Moskau. Er hinterließ nur eine Tochter, die mit Wassili Walentinowitsch Mussin-Puschkin (1773–1836) vermählt wurde. Er erhielt 1796 die kaiserliche Genehmigung, den Namen und Titel Graf Mussin-Puschkin-Bruce zu führen, setzte den Stamm jedoch nicht fort, womit die Familie Bruce in Russland endgültig erloschen war.

## Wappen
Das Wappen (1798) ist geviert, in der Mitte ein Herzschild, in Gold das rote Andreaskreuz, aufliegend ein roter Balken (Stammwappen Clan Bruce); die Felder 1 und 4 zeigen in Blau einen silbernen Schräglinksbalken, darüber eine silberne Raute aus der drei Flammen hervortreten; die Felder 2 und 3 zeigen in Silber, die Seiten von einem grünen Bogen verengt, einen schwarzen goldgekrönten Adlerkopf; Drei Helme mit rot-silbernen Decken: links über einer Grafenkrone der goldgekrönte Adlerkopf; mitte ein silberner geharnischter Arm mit goldener Streitkeule; rechts über einer Baronkrone ein (...); Als Schildhalter links ein silbernes Einhorn, rechts ein roter Löwe; Wahlspruch FUIMUS Wir sind gewesen (Wahlspruch des Clan Bruce).

## Angehörige
- William Bruce († 1680), russischer Generalmajor
  - Graf Robert Bruce (1668–1720), russischer Generalleutnant
  - Jacob Daniel Bruce (1669–1735), russischer Generalfeldzeugmeister 

    - Graf Alexander Bruce (1708–1752), russischer Generalmajor, ⚭ Prinzessin Katharina Alexejewna Dolgorukowa (1712–1747), Tochter von Fürst Alexej Grigoriewitsch Dolgorukow († 1734)
      - Graf Jacob Bruce (1732–1791), General en chef, Oberbefehlshaber von Moskau, ⚭ Praskowja Alexandrowna Rumjantsewa (1729–1786), Tochter von General Alexander Iwanowitsch Rumjanzew
        - Gräfin Katarina Bruce (1776–1821), ⚭ Wassili Walentinowitsch Mussin-Puschkin (1773–1836), russischer Botschafter in Sizilien, Sohn des Grafen Walentin Platonowitsch Mussin-Puschkin

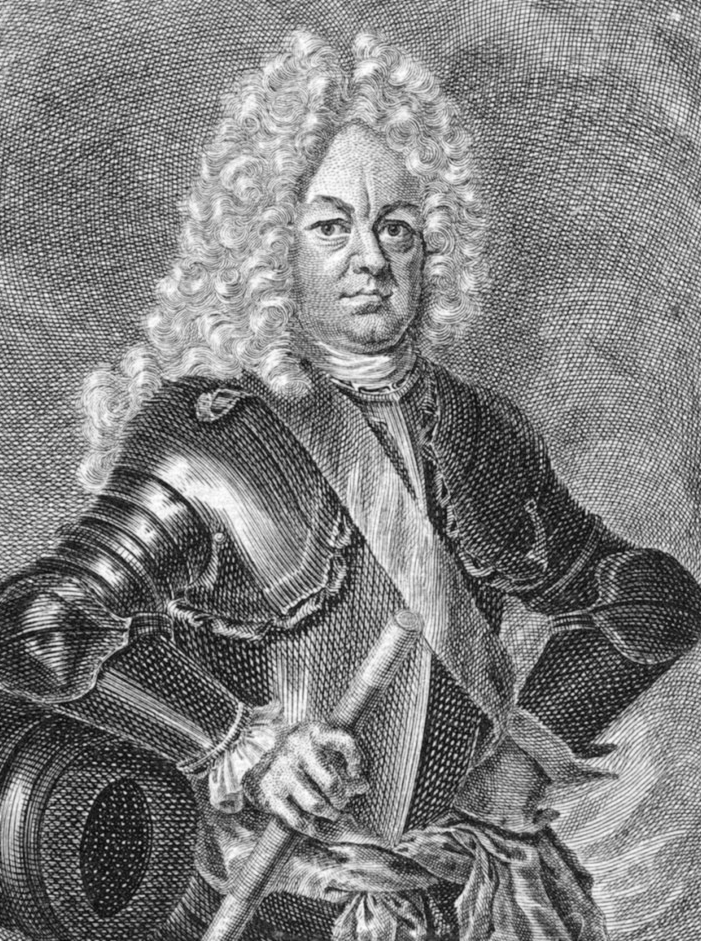
Graf Jacob Daniel Bruce (1669–1735)
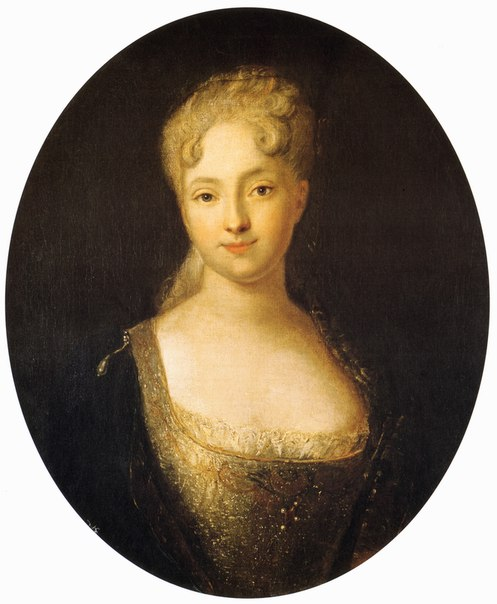
Gräfin Katharina Alexejewna Bruce, geb. Dolgorukowa (1712–1747)
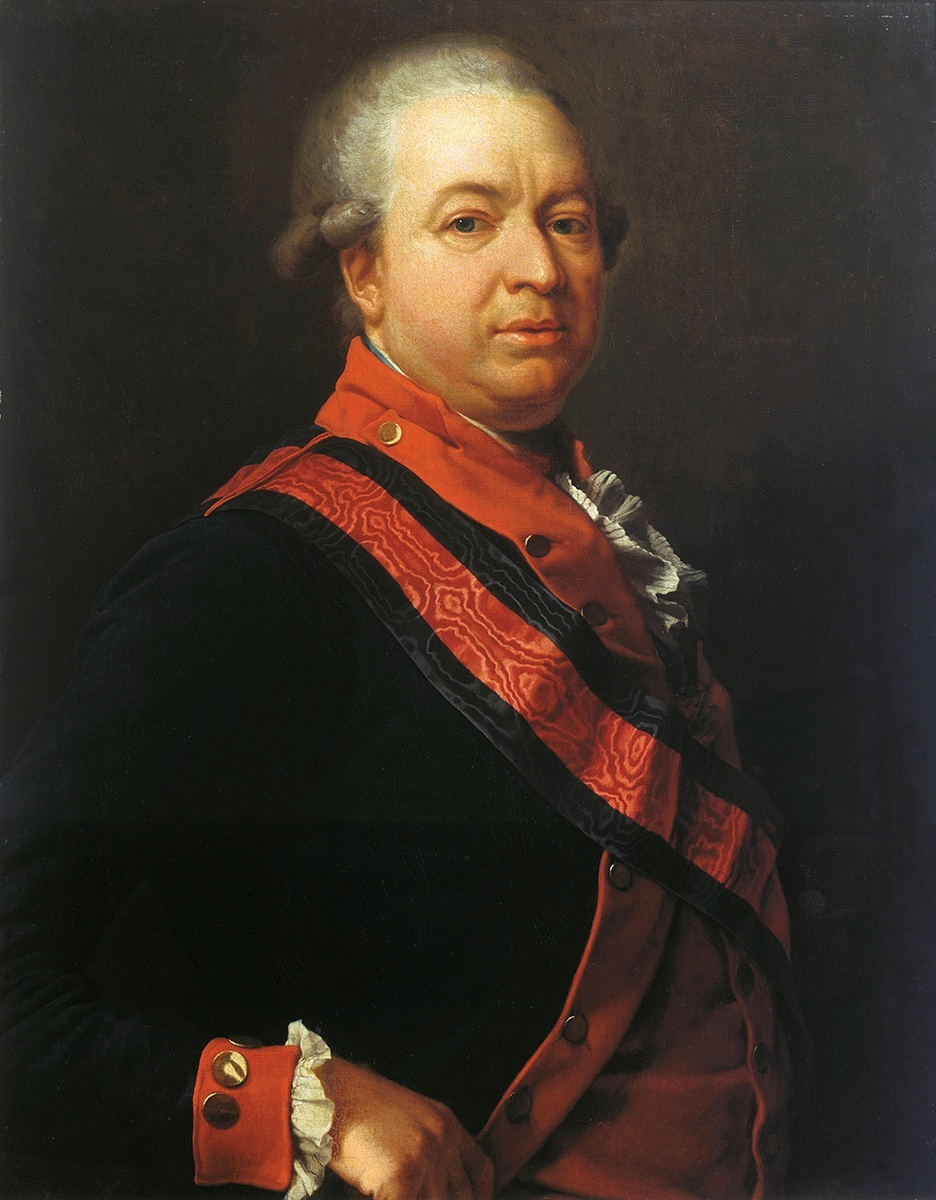
Graf Jacob Bruce (1732–1791)
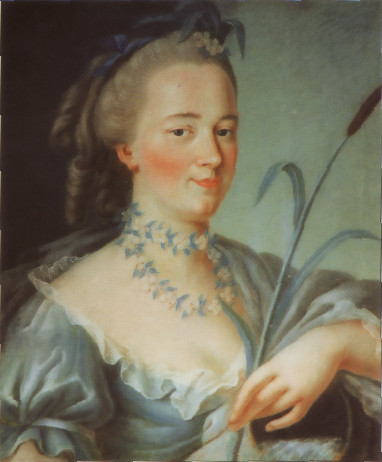
Gräfin Praskowja Alexandrowna Bruce, geb. Rumjantsewa (1729–1786)
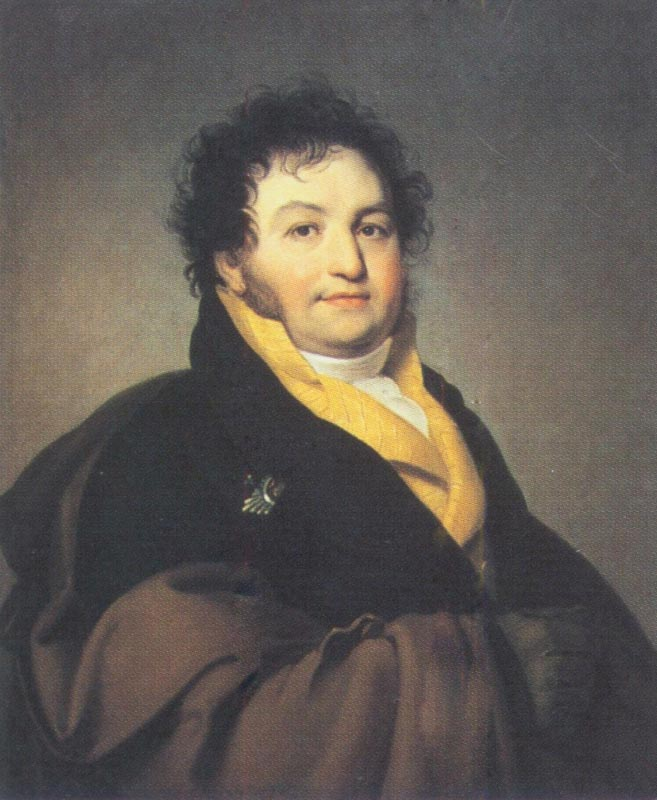
Graf Wassili Walentinowitsch Mussin-Puschkin-Bruce (1773–1836)

## Weitere verwandte Familienlinien
Gleichzeitig mit der Immigration nach Russland bildete sich auch eine nahe verwandte preußische, ebenfalls erloschene Linie Bruce. Eine weitere stammverwandte Familie Bruce erhielt 1668 die schwedische Adelsnaturalisation. Dieses Geschlecht blühte möglicherweise in den USA oder Brasilien fort, während es in Schweden ebenfalls erloschen ist. Sehr weitgefasst besteht auch eine kognatische Verwandtschaft mit Adolf Adam von Bruce, dessen Mutter eine Bruce war und der 1872 in den preußischen Adelsstand gehoben wurde.